# Koob Hurtado
Koob David Hurtado Arboleda (n. Eloy Alfaro, Esmeraldas, Ecuador; 19 de julio de 1985) es un exfutbolista ecuatoriano que ejerció como defensa y su último equipo fue Liga Deportiva Universitaria de Portoviejo de la Serie A de Ecuador.

## Clubes
| Club                    | País    | Año         |
| ----------------------- | ------- | ----------- |
| Audaz Octubrino         | Ecuador | 2002        |
| Deportivo Cuenca        | Ecuador | 2003 - 2004 |
| Santos FC               | Ecuador | 2004        |
| Deportivo Cuenca        | Ecuador | 2005        |
| Audaz Octubrino         | Ecuador | 2005        |
| Deportivo Cuenca        | Ecuador | 2006 - 2007 |
| Audaz Octubrino         | Ecuador | 2007        |
| Deportivo Cuenca        | Ecuador | 2008        |
| Técnico Universitario   | Ecuador | 2009        |
| Municipal Cañar         | Ecuador | 2010        |
| Independiente del Valle | Ecuador | 2010 - 2011 |
| Liga de Loja            | Ecuador | 2012        |
| Liga de Quito           | Ecuador | 2013 - 2015 |
| Deportivo Cuenca        | Ecuador | 2015        |
| Fuerza Amarilla         | Ecuador | 2016        |
| Cobreloa                | Chile   | 2016        |
| River Ecuador           | Ecuador | 2017 - 2018 |
| Aucas                   | Ecuador | 2018        |
| Mushuc Runa             | Ecuador | 2019        |
| Liga de Portoviejo      | Ecuador | 2019 - 2020 |